# CA-34 (Spanje)

De CA-34

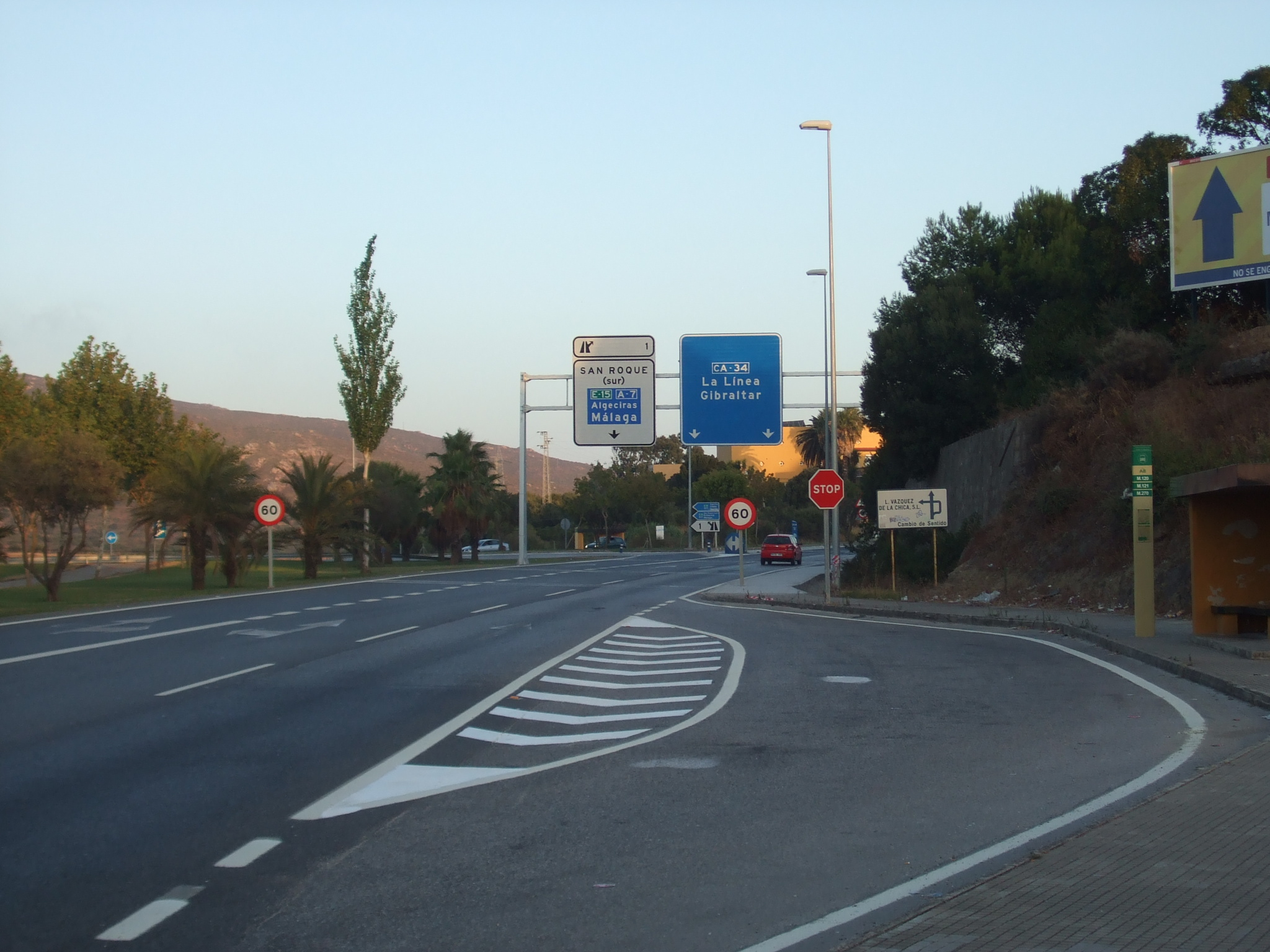
De CA-34

De CA-34 of Acceso a Gibraltar is een gedeeltelijke autovía in Andalusië. De stadssnelweg is 2,7 kilometer lang en verbindt de A-7 bij San Roque met La Línea de la Concepción.